# La Vie quotidienne dans un village syrien
Pour plus de détails, voir Fiche technique et Distribution.
La Vie quotidienne dans un village syrien (Al hayatt al yawmiyah fi quariah suriyah, الحياة اليومية في قرية سورية الفرات) est un film documentaire syrien réalisé par Omar Amiralay et sorti en 1976. 
Il s'agit d'une critique de l'impact de l'agriculture sur la population et de la réforme agraire adoptée par le gouvernement syrien. En 2017, le film est toujours interdit en Syrie. Dans la Syrie des années 1970, Omar Amiralay et Saadallah Wannous obtiennent l'autorisation d'aller observer l'impact de la réforme agraire dans un village syrien. À leur arrivée, les paysans se méfient de ces étrangers avec leur matériel cinématographique, mais ils finissent par s'approprier le film pour exprimer leur colère et révéler les tensions qui existent entre le discours officiel et la réalité de leur vie.
Le film est placé 55e dans la liste des 100 meilleurs films arabes au Festival international du film de Dubaï en 2013,.
Comme l'a mentionné Saadallah Wannus, son essai de 1975 documentant le parcours du film, L'histoire d'un film arrêté, n'était pas seulement une tentative de produire un documentaire ; lui et Amiralay ont tenté de forger une école de cinéma engagée en faveur de la justice sociale. Rarement visionné, mais extrêmement influent, La Vie quotidienne dans un village syrien reste un jalon dans l'histoire du cinéma arabe.

## Synopsis
Raconté par un jeune homme dans un style militant, ce film relate la vie quotidienne dans un village syrien isolé et compare les entretiens avec des agriculteurs, des médecins et des policiers avec la pauvreté des paysans qui n'ont aucune possibilité d'éducation, de soins et d'alimentation correcte. Le film met en lumière le manque de considération de l'État pour les paysans et dénonce la mentalité des représentants de l'État à l'égard de ces paysans.
C'est le premier documentaire qui présente une critique de l'impact des réformes agraires et foncières du gouvernement d'Hafez el-Assad. Ce faisant, il porte un coup sévère au but affiché de l'État de corriger les inégalités sociales et économiques. Sa'adallah Wannus, éminent dramaturge et essayiste syrien, a collaboré avec le réalisateur Amiralay sur ce projet.

## Fiche technique
- Titre français : La Vie quotidienne dans un village syrien[5],[6]
- Titre original : Al hayatt al yawmiyah fi quariah suriyah, الحياة اليومية في قرية سورية
- Réalisation : Omar Amiralay
- Scénario : Omar Amiralay, Saadallah Wannous
- Photographie : Hazem Bayaa, Abdo Hamzeh
- Montage : Kaïss Al Zoubeidi
- Sociétés de production : Organisation générale du cinéma
- Format : Noir et blanc
- Pays de production :  Syrie
- Langue de tournage : arabe
- Genre : Documentaire
- Durée : 81 minutes
- Dates de sortie : 
  - Allemagne de l'Ouest : juin 1976 (Berlinale 1976)

## Distribution
- Sabah Jazairi
- Omar Malas
- Riadh Chahrour
- Maher Salibi
- Fares Helou

## Distinctions
- Berlinale - prix Interfilmes - Prix Otto Dibelius, 1976.
- Prix spécial du jury - Festival de Toulon, 1976.